# Kabul (rzeka)
Kabul, Kābul – rzeka w Afganistanie i Pakistanie, prawy dopływ Indusu; długość 460 km; źródła w górach Kuh-i Baba (Hindukusz); główne dopływy: Panczszir, Kunar, Swat (lewe), Logar (prawy); żeglowna 120 kilometrów od ujścia; wykorzystywana do nawadniania; doliną rzeki przebiega częściowo szosa łącząca miasto Kabul (Afganistan) z Peszawarem (Pakistan).